# Volta à Polónia de 2018
A 75.ª edição da competição ciclista Volta à Polónia foi uma carreira de ciclismo de estrada por etapas que se celebrou entre 4 e 10 de agosto de 2018 na Polónia com início na cidade de Cracóvia e final no município de Bukowina Tatrzańska sobre um percurso de 1 025 quilómetros.
A carreira fez parte do UCI World Tour de 2018, sendo a vigésima sétima competição do calendário de máxima categoria mundial, e foi vencida pelo polaco Michał Kwiatkowski da Sky. Acompanharam-no no pódio o britânico Simon Yates da Mitchelton-Scott e o francês Thibaut Pinot da Groupama-FDJ, segundo e terceiro classificado respectivamente.

## Equipas participantes
Tomaram parte na carreira 22 equipas: 18 de categoria UCI World Team; 3 de categoria Profissional Continental; e a selecção nacional da Polónia. Formando assim um pelotão de 154 ciclistas dos que acabaram 108. As equipas participantes foram:
| Equipes WorldTeam (18)- BMC Racing Team - Team Sunweb - Lotto NL-Jumbo - UAE Team Emirates - AG2R La Mondiale - Sky - Bahrain-Merida - Astana - Katusha-Alpecin - Trek-Segafredo - EF Education First-Drapac p/b Cannondale - Mitchelton-Scott - Movistar Team - Lotto Soudal - Groupama-FDJ - Dimension Data - Bora-Hansgrohe - Quick-Step Floors Equipes profissionais Continentais (3)- Gazprom-RusVelo - Cofidis, Solutions Crédits - CCC Sprandi Polkowice Equipe nacional- Polónia |
| |

## Percorrido
A Volta à Polónia dispôs de sete etapas dividido em duas etapas planas, uma em media montanha, e quatro etapas de alta montanha, para um percurso total de 1 025 quilómetros.
| Etapa | Data    | Percurso                                  | type            | Distância (km) | Vencedor           | Líder geral        |
| ----- | ------- | ----------------------------------------- | --------------- | -------------- | ------------------ | ------------------ |
| 1     | 4 ago.  | Cracóvia – Cracóvia                       | etapa plana     | 134            | Pascal Ackermann   | Pascal Ackermann   |
| 2     | 5 ago.  | Tarnowskie Góry – Katowice                | etapa escarpada | 144,3          | Pascal Ackermann   | Pascal Ackermann   |
| 3     | 6 ago.  | Stadion Śląski – Zabrze                   | etapa escarpada | 139            | Álvaro Hodeg       | Álvaro Hodeg       |
| 4     | 7 ago.  | Jaworzno – Szczyrk                        | alta montanha   | 179            | Michał Kwiatkowski | Michał Kwiatkowski |
| 5     | 8 ago.  | Salt Mine Museum – Bielsko-Biała          | média montanha  | 152            | Michał Kwiatkowski | Michał Kwiatkowski |
| 6     | 9 ago.  | Zakopane – Bukowina Tatrzańska            | alta montanha   | 129            | Georg Preidler     | Michał Kwiatkowski |
| 7     | 10 ago. | Bukowina Tatrzańska – Bukowina Tatrzańska | alta montanha   | 136            | Simon Yates        | Michał Kwiatkowski |

## Desenvolvimento da carreira

### 1.ª etapa
| \| Classificação por etapas \| Classificação por etapas \| Classificação por etapas \| Classificação por etapas \| Classificação por etapas \| \| Ciclista \| Ciclista \| Equipe \| Tempo \| \| \| ------------------------ \| ------------------------ \| ------------------------ \| ------------------------ \| ------------------------ \| \| 1. \| Pascal Ackermann \| Bora-Hansgrohe \| 2h59m11s \| \| \| 2. \| Álvaro Hodeg \| Quick-Step Floors \| + 0s \| \| \| 3. \| Matteo Trentin \| Mitchelton-Scott \| + 0s \| \| \| 4. \| Giacomo Nizzolo \| Trek-Segafredo \| + 0s \| \| \| 5. \| Danny van Poppel \| LottoNL-Jumbo \| + 0s \| \| \| 6. \| Mike Teunissen \| Team Sunweb \| + 0s \| \| \| 7. \| Simone Consonni \| UAE Team Emirates \| + 0s \| \| \| 8. \| Clément Venturini \| AG2R La Mondiale \| + 0s \| \| \| 9. \| Maciej Paterski \| Polónia \| + 0s \| \| \| 10. \| Paweł Franczak \| CCC Sprandi Polkowice \| + 0s \| \| |                   |                       |          |
| |                   |                       |          |
| Fonte: ProCyclingStats |                   |                       |          |
| Classificação por etapas |                   |                       |          |
| Ciclista | Ciclista          | Equipe                | Tempo    |
| 1. | Pascal Ackermann  | Bora-Hansgrohe        | 2h59m11s |
| 2. | Álvaro Hodeg      | Quick-Step Floors     | + 0s     |
| 3. | Matteo Trentin    | Mitchelton-Scott      | + 0s     |
| 4. | Giacomo Nizzolo   | Trek-Segafredo        | + 0s     |
| 5. | Danny van Poppel  | LottoNL-Jumbo         | + 0s     |
| 6. | Mike Teunissen    | Team Sunweb           | + 0s     |
| 7. | Simone Consonni   | UAE Team Emirates     | + 0s     |
| 8. | Clément Venturini | AG2R La Mondiale      | + 0s     |
| 9. | Maciej Paterski   | Polónia               | + 0s     |
| 10. | Paweł Franczak    | CCC Sprandi Polkowice | + 0s     |

| \| Classificação geral \| Classificação geral \| Classificação geral \| Classificação geral \| Classificação geral \| \| Ciclista \| Ciclista \| Equipe \| Tempo \| \| \| ------------------- \| -------------------- \| -------------------------- \| ------------------- \| ------------------- \| \| 1. \| Pascal Ackermann \| Bora-Hansgrohe \| 2h59m01s \| \| \| 2. \| Álvaro Hodeg \| Quick-Step Floors \| + 4s \| \| \| 3. \| Matteo Trentin \| Mitchelton-Scott \| + 6s \| \| \| 4. \| Alessandro De Marchi \| BMC Racing Team \| + 7s \| \| \| 5. \| Michał Paluta \| CCC Sprandi Polkowice \| + 8s \| \| \| 6. \| Stéphane Rossetto \| Cofidis, Solutions Crédits \| + 9s \| \| \| 7. \| Giacomo Nizzolo \| Trek-Segafredo \| + 10s \| \| \| 8. \| Danny van Poppel \| LottoNL-Jumbo \| + 10s \| \| \| 9. \| Mike Teunissen \| Team Sunweb \| + 10s \| \| \| 10. \| Simone Consonni \| UAE Team Emirates \| + 10s \| \| |                      |                            |          |
| |                      |                            |          |
| Fonte: ProCyclingStats |                      |                            |          |
| Classificação geral |                      |                            |          |
| Ciclista | Ciclista             | Equipe                     | Tempo    |
| 1. | Pascal Ackermann     | Bora-Hansgrohe             | 2h59m01s |
| 2. | Álvaro Hodeg         | Quick-Step Floors          | + 4s     |
| 3. | Matteo Trentin       | Mitchelton-Scott           | + 6s     |
| 4. | Alessandro De Marchi | BMC Racing Team            | + 7s     |
| 5. | Michał Paluta        | CCC Sprandi Polkowice      | + 8s     |
| 6. | Stéphane Rossetto    | Cofidis, Solutions Crédits | + 9s     |
| 7. | Giacomo Nizzolo      | Trek-Segafredo             | + 10s    |
| 8. | Danny van Poppel     | LottoNL-Jumbo              | + 10s    |
| 9. | Mike Teunissen       | Team Sunweb                | + 10s    |
| 10. | Simone Consonni      | UAE Team Emirates          | + 10s    |

### 2.ª etapa
| \| Classificação por etapas \| Classificação por etapas \| Classificação por etapas \| Classificação por etapas \| Classificação por etapas \| \| Ciclista \| Ciclista \| Equipe \| Tempo \| \| \| ------------------------ \| ------------------------ \| ------------------------ \| ------------------------ \| ------------------------ \| \| 1. \| Pascal Ackermann \| Bora-Hansgrohe \| 3h16m39s \| \| \| 2. \| Álvaro Hodeg \| Quick-Step Floors \| + 0s \| \| \| 3. \| Giacomo Nizzolo \| Trek-Segafredo \| + 0s \| \| \| 4. \| Luka Mezgec \| Mitchelton-Scott \| + 0s \| \| \| 5. \| Simone Consonni \| UAE Team Emirates \| + 0s \| \| \| 6. \| Niccolò Bonifazio \| Bahrain-Merida \| + 0s \| \| \| 7. \| Marc Sarreau \| Groupama-FDJ \| + 0s \| \| \| 8. \| Mike Teunissen \| Team Sunweb \| + 0s \| \| \| 9. \| Clément Venturini \| AG2R La Mondiale \| + 0s \| \| \| 10. \| Kamil Zieliński \| Polónia \| + 0s \| \| |                   |                   |          |
| |                   |                   |          |
| Fonte: ProCyclingStats |                   |                   |          |
| Classificação por etapas |                   |                   |          |
| Ciclista | Ciclista          | Equipe            | Tempo    |
| 1. | Pascal Ackermann  | Bora-Hansgrohe    | 3h16m39s |
| 2. | Álvaro Hodeg      | Quick-Step Floors | + 0s     |
| 3. | Giacomo Nizzolo   | Trek-Segafredo    | + 0s     |
| 4. | Luka Mezgec       | Mitchelton-Scott  | + 0s     |
| 5. | Simone Consonni   | UAE Team Emirates | + 0s     |
| 6. | Niccolò Bonifazio | Bahrain-Merida    | + 0s     |
| 7. | Marc Sarreau      | Groupama-FDJ      | + 0s     |
| 8. | Mike Teunissen    | Team Sunweb       | + 0s     |
| 9. | Clément Venturini | AG2R La Mondiale  | + 0s     |
| 10. | Kamil Zieliński   | Polónia           | + 0s     |

| \| Classificação geral \| Classificação geral \| Classificação geral \| Classificação geral \| Classificação geral \| \| Ciclista \| Ciclista \| Equipe \| Tempo \| \| \| ------------------- \| -------------------- \| -------------------------- \| ------------------- \| ------------------- \| \| 1. \| Pascal Ackermann \| Bora-Hansgrohe \| 6h15m30s \| \| \| 2. \| Álvaro Hodeg \| Quick-Step Floors \| + 8s \| \| \| 3. \| Jenthe Biermans \| Katusha-Alpecin \| + 11s \| \| \| 4. \| Giacomo Nizzolo \| Trek-Segafredo \| + 16s \| \| \| 5. \| Matteo Trentin \| Mitchelton-Scott \| + 16s \| \| \| 6. \| Jan Bakelants \| AG2R La Mondiale \| + 16s \| \| \| 7. \| Alessandro De Marchi \| BMC Racing Team \| + 17s \| \| \| 8. \| Michał Paluta \| CCC Sprandi Polkowice \| + 18s \| \| \| 9. \| Stéphane Rossetto \| Cofidis, Solutions Crédits \| + 19s \| \| \| 10. \| Simone Consonni \| UAE Team Emirates \| + 20s \| \| |                      |                            |          |
| |                      |                            |          |
| Fonte: ProCyclingStats |                      |                            |          |
| Classificação geral |                      |                            |          |
| Ciclista | Ciclista             | Equipe                     | Tempo    |
| 1. | Pascal Ackermann     | Bora-Hansgrohe             | 6h15m30s |
| 2. | Álvaro Hodeg         | Quick-Step Floors          | + 8s     |
| 3. | Jenthe Biermans      | Katusha-Alpecin            | + 11s    |
| 4. | Giacomo Nizzolo      | Trek-Segafredo             | + 16s    |
| 5. | Matteo Trentin       | Mitchelton-Scott           | + 16s    |
| 6. | Jan Bakelants        | AG2R La Mondiale           | + 16s    |
| 7. | Alessandro De Marchi | BMC Racing Team            | + 17s    |
| 8. | Michał Paluta        | CCC Sprandi Polkowice      | + 18s    |
| 9. | Stéphane Rossetto    | Cofidis, Solutions Crédits | + 19s    |
| 10. | Simone Consonni      | UAE Team Emirates          | + 20s    |

### 3.ª etapa
| \| Classificação por etapas \| Classificação por etapas \| Classificação por etapas \| Classificação por etapas \| Classificação por etapas \| \| Ciclista \| Ciclista \| Equipe \| Tempo \| \| \| ------------------------ \| ------------------------ \| ------------------------- \| ------------------------ \| ------------------------ \| \| 1. \| Álvaro Hodeg \| Quick-Step Floors \| 3h09m59s \| \| \| 2. \| Daniel McLay \| EF Education First-Drapac \| + 0s \| \| \| 3. \| André Greipel \| Lotto-Soudal \| + 0s \| \| \| 4. \| Sacha Modolo \| EF Education First-Drapac \| + 0s \| \| \| 5. \| Matteo Trentin \| Mitchelton-Scott \| + 0s \| \| \| 6. \| Giacomo Nizzolo \| Trek-Segafredo \| + 0s \| \| \| 7. \| Michael Mørkøv \| Quick-Step Floors \| + 0s \| \| \| 8. \| Marc Sarreau \| Groupama-FDJ \| + 0s \| \| \| 9. \| Jürgen Roelandts \| BMC Racing Team \| + 0s \| \| \| 10. \| Mike Teunissen \| Team Sunweb \| + 0s \| \| |                  |                           |          |
| |                  |                           |          |
| Fonte: ProCyclingStats |                  |                           |          |
| Classificação por etapas |                  |                           |          |
| Ciclista | Ciclista         | Equipe                    | Tempo    |
| 1. | Álvaro Hodeg     | Quick-Step Floors         | 3h09m59s |
| 2. | Daniel McLay     | EF Education First-Drapac | + 0s     |
| 3. | André Greipel    | Lotto-Soudal              | + 0s     |
| 4. | Sacha Modolo     | EF Education First-Drapac | + 0s     |
| 5. | Matteo Trentin   | Mitchelton-Scott          | + 0s     |
| 6. | Giacomo Nizzolo  | Trek-Segafredo            | + 0s     |
| 7. | Michael Mørkøv   | Quick-Step Floors         | + 0s     |
| 8. | Marc Sarreau     | Groupama-FDJ              | + 0s     |
| 9. | Jürgen Roelandts | BMC Racing Team           | + 0s     |
| 10. | Mike Teunissen   | Team Sunweb               | + 0s     |

| \| Classificação geral \| Classificação geral \| Classificação geral \| Classificação geral \| Classificação geral \| \| Ciclista \| Ciclista \| Equipe \| Tempo \| \| \| ------------------- \| -------------------- \| -------------------------- \| ------------------- \| ------------------- \| \| 1. \| Álvaro Hodeg \| Quick-Step Floors \| 9h25m27s \| \| \| 2. \| Pascal Ackermann \| Bora-Hansgrohe \| + 2s \| \| \| 3. \| Jenthe Biermans \| Katusha-Alpecin \| + 5s \| \| \| 4. \| André Greipel \| Lotto-Soudal \| + 15s \| \| \| 5. \| Michał Paluta \| CCC Sprandi Polkowice \| + 16s \| \| \| 6. \| Giacomo Nizzolo \| Trek-Segafredo \| + 18s \| \| \| 7. \| Matteo Trentin \| Mitchelton-Scott \| + 18s \| \| \| 8. \| Jan Bakelants \| AG2R La Mondiale \| + 18s \| \| \| 9. \| Alessandro De Marchi \| BMC Racing Team \| + 19s \| \| \| 10. \| Mathias Le Turnier \| Cofidis, Solutions Crédits \| + 20s \| \| |                      |                            |          |
| |                      |                            |          |
| Fonte: ProCyclingStats |                      |                            |          |
| Classificação geral |                      |                            |          |
| Ciclista | Ciclista             | Equipe                     | Tempo    |
| 1. | Álvaro Hodeg         | Quick-Step Floors          | 9h25m27s |
| 2. | Pascal Ackermann     | Bora-Hansgrohe             | + 2s     |
| 3. | Jenthe Biermans      | Katusha-Alpecin            | + 5s     |
| 4. | André Greipel        | Lotto-Soudal               | + 15s    |
| 5. | Michał Paluta        | CCC Sprandi Polkowice      | + 16s    |
| 6. | Giacomo Nizzolo      | Trek-Segafredo             | + 18s    |
| 7. | Matteo Trentin       | Mitchelton-Scott           | + 18s    |
| 8. | Jan Bakelants        | AG2R La Mondiale           | + 18s    |
| 9. | Alessandro De Marchi | BMC Racing Team            | + 19s    |
| 10. | Mathias Le Turnier   | Cofidis, Solutions Crédits | + 20s    |

### 4.ª etapa
| \| Classificação por etapas \| Classificação por etapas \| Classificação por etapas \| Classificação por etapas \| Classificação por etapas \| \| Ciclista \| Ciclista \| Equipe \| Tempo \| \| \| ------------------------ \| ------------------------ \| ------------------------- \| ------------------------ \| ------------------------ \| \| 1. \| Michał Kwiatkowski \| Team Sky \| 4h25m44s \| \| \| 2. \| Dylan Teuns \| BMC Racing Team \| + 3s \| \| \| 3. \| George Bennett \| LottoNL-Jumbo \| + 3s \| \| \| 4. \| Serguei Chernetski \| Astana \| + 3s \| \| \| 5. \| Daniel Moreno \| EF Education First-Drapac \| + 3s \| \| \| 6. \| Thibaut Pinot \| Groupama-FDJ \| + 3s \| \| \| 7. \| Sam Oomen \| Team Sunweb \| + 6s \| \| \| 8. \| Enrico Gasparotto \| Bahrain-Merida \| + 6s \| \| \| 9. \| Sergio Henao \| Team Sky \| + 6s \| \| \| 10. \| Davide Formolo \| Bora-Hansgrohe \| + 6s \| \| |                    |                           |          |
| |                    |                           |          |
| Fonte: ProCyclingStats |                    |                           |          |
| Classificação por etapas |                    |                           |          |
| Ciclista | Ciclista           | Equipe                    | Tempo    |
| 1. | Michał Kwiatkowski | Team Sky                  | 4h25m44s |
| 2. | Dylan Teuns        | BMC Racing Team           | + 3s     |
| 3. | George Bennett     | LottoNL-Jumbo             | + 3s     |
| 4. | Serguei Chernetski | Astana                    | + 3s     |
| 5. | Daniel Moreno      | EF Education First-Drapac | + 3s     |
| 6. | Thibaut Pinot      | Groupama-FDJ              | + 3s     |
| 7. | Sam Oomen          | Team Sunweb               | + 6s     |
| 8. | Enrico Gasparotto  | Bahrain-Merida            | + 6s     |
| 9. | Sergio Henao       | Team Sky                  | + 6s     |
| 10. | Davide Formolo     | Bora-Hansgrohe            | + 6s     |

| \| Classificação geral \| Classificação geral \| Classificação geral \| Classificação geral \| Classificação geral \| \| Ciclista \| Ciclista \| Equipe \| Tempo \| \| \| ------------------- \| ------------------- \| ------------------------- \| ------------------- \| ------------------- \| \| 1. \| Michał Kwiatkowski \| Team Sky \| 13h51m22s \| \| \| 2. \| Dylan Teuns \| BMC Racing Team \| + 8s \| \| \| 3. \| George Bennett \| LottoNL-Jumbo \| + 10s \| \| \| 4. \| Serguei Chernetski \| Astana \| + 14s \| \| \| 5. \| Thibaut Pinot \| Groupama-FDJ \| + 14s \| \| \| 6. \| Daniel Moreno \| EF Education First-Drapac \| + 14s \| \| \| 7. \| Sam Oomen \| Team Sunweb \| + 17s \| \| \| 8. \| Enrico Gasparotto \| Bahrain-Merida \| + 17s \| \| \| 9. \| Emanuel Buchmann \| Bora-Hansgrohe \| + 17s \| \| \| 10. \| Fabio Aru \| UAE Team Emirates \| + 17s \| \| |                    |                           |           |
| |                    |                           |           |
| Fonte: ProCyclingStats |                    |                           |           |
| Classificação geral |                    |                           |           |
| Ciclista | Ciclista           | Equipe                    | Tempo     |
| 1. | Michał Kwiatkowski | Team Sky                  | 13h51m22s |
| 2. | Dylan Teuns        | BMC Racing Team           | + 8s      |
| 3. | George Bennett     | LottoNL-Jumbo             | + 10s     |
| 4. | Serguei Chernetski | Astana                    | + 14s     |
| 5. | Thibaut Pinot      | Groupama-FDJ              | + 14s     |
| 6. | Daniel Moreno      | EF Education First-Drapac | + 14s     |
| 7. | Sam Oomen          | Team Sunweb               | + 17s     |
| 8. | Enrico Gasparotto  | Bahrain-Merida            | + 17s     |
| 9. | Emanuel Buchmann   | Bora-Hansgrohe            | + 17s     |
| 10. | Fabio Aru          | UAE Team Emirates         | + 17s     |

### 5.ª etapa
| \| Classificação por etapas \| Classificação por etapas \| Classificação por etapas \| Classificação por etapas \| Classificação por etapas \| \| Ciclista \| Ciclista \| Equipe \| Tempo \| \| \| ------------------------ \| ------------------------ \| ------------------------ \| ------------------------ \| ------------------------ \| \| 1. \| Michał Kwiatkowski \| Team Sky \| 3h39m14s \| \| \| 2. \| Dylan Teuns \| BMC Racing Team \| + 0s \| \| \| 3. \| Enrico Battaglin \| LottoNL-Jumbo \| + 0s \| \| \| 4. \| Pascal Ackermann \| Bora-Hansgrohe \| + 0s \| \| \| 5. \| Enrico Gasparotto \| Bahrain-Merida \| + 0s \| \| \| 6. \| Simon Yates \| Mitchelton-Scott \| + 0s \| \| \| 7. \| Simone Consonni \| UAE Team Emirates \| + 0s \| \| \| 8. \| Giacomo Nizzolo \| Trek-Segafredo \| + 0s \| \| \| 9. \| Edvald Boasson Hagen \| Dimension Data \| + 0s \| \| \| 10. \| Jan Bakelants \| AG2R La Mondiale \| + 0s \| \| |                      |                   |          |
| |                      |                   |          |
| Fonte: ProCyclingStats |                      |                   |          |
| Classificação por etapas |                      |                   |          |
| Ciclista | Ciclista             | Equipe            | Tempo    |
| 1. | Michał Kwiatkowski   | Team Sky          | 3h39m14s |
| 2. | Dylan Teuns          | BMC Racing Team   | + 0s     |
| 3. | Enrico Battaglin     | LottoNL-Jumbo     | + 0s     |
| 4. | Pascal Ackermann     | Bora-Hansgrohe    | + 0s     |
| 5. | Enrico Gasparotto    | Bahrain-Merida    | + 0s     |
| 6. | Simon Yates          | Mitchelton-Scott  | + 0s     |
| 7. | Simone Consonni      | UAE Team Emirates | + 0s     |
| 8. | Giacomo Nizzolo      | Trek-Segafredo    | + 0s     |
| 9. | Edvald Boasson Hagen | Dimension Data    | + 0s     |
| 10. | Jan Bakelants        | AG2R La Mondiale  | + 0s     |

| \| Classificação geral \| Classificação geral \| Classificação geral \| Classificação geral \| Classificação geral \| \| Ciclista \| Ciclista \| Equipe \| Tempo \| \| \| ------------------- \| ------------------- \| ------------------------- \| ------------------- \| ------------------- \| \| 1. \| Michał Kwiatkowski \| Team Sky \| 17h30m26s \| \| \| 2. \| Dylan Teuns \| BMC Racing Team \| + 12s \| \| \| 3. \| George Bennett \| LottoNL-Jumbo \| + 20s \| \| \| 4. \| Serguei Chernetski \| Astana \| + 24s \| \| \| 5. \| Thibaut Pinot \| Groupama-FDJ \| + 24s \| \| \| 6. \| Daniel Moreno \| EF Education First-Drapac \| + 24s \| \| \| 7. \| Sam Oomen \| Team Sunweb \| + 27s \| \| \| 8. \| Enrico Gasparotto \| Bahrain-Merida \| + 27s \| \| \| 9. \| Emanuel Buchmann \| Bora-Hansgrohe \| + 27s \| \| \| 10. \| Fabio Aru \| UAE Team Emirates \| + 27s \| \| |                    |                           |           |
| |                    |                           |           |
| Fonte: ProCyclingStats |                    |                           |           |
| Classificação geral |                    |                           |           |
| Ciclista | Ciclista           | Equipe                    | Tempo     |
| 1. | Michał Kwiatkowski | Team Sky                  | 17h30m26s |
| 2. | Dylan Teuns        | BMC Racing Team           | + 12s     |
| 3. | George Bennett     | LottoNL-Jumbo             | + 20s     |
| 4. | Serguei Chernetski | Astana                    | + 24s     |
| 5. | Thibaut Pinot      | Groupama-FDJ              | + 24s     |
| 6. | Daniel Moreno      | EF Education First-Drapac | + 24s     |
| 7. | Sam Oomen          | Team Sunweb               | + 27s     |
| 8. | Enrico Gasparotto  | Bahrain-Merida            | + 27s     |
| 9. | Emanuel Buchmann   | Bora-Hansgrohe            | + 27s     |
| 10. | Fabio Aru          | UAE Team Emirates         | + 27s     |

### 6.ª etapa
| \| Classificação por etapas \| Classificação por etapas \| Classificação por etapas \| Classificação por etapas \| Classificação por etapas \| \| Ciclista \| Ciclista \| Equipe \| Tempo \| \| \| ------------------------ \| ------------------------ \| ------------------------ \| ------------------------ \| ------------------------ \| \| 1. \| Georg Preidler \| Groupama-FDJ \| DQ \| \| \| 2. \| Emanuel Buchmann \| Bora-Hansgrohe \| + 0s \| \| \| 3. \| Michał Kwiatkowski \| Team Sky \| + 0s \| \| \| 4. \| Simon Yates \| Mitchelton-Scott \| + 0s \| \| \| 5. \| Dylan Teuns \| BMC Racing Team \| + 0s \| \| \| 6. \| Serguei Chernetski \| Astana \| + 0s \| \| \| 7. \| George Bennett \| LottoNL-Jumbo \| + 0s \| \| \| 8. \| Laurens De Plus \| Quick-Step Floors \| + 0s \| \| \| 9. \| Thibaut Pinot \| Groupama-FDJ \| + 0s \| \| \| 10. \| Richard Carapaz \| Movistar Team \| + 4s \| \| |                    |                   |       |
| |                    |                   |       |
| Fonte: ProCyclingStats |                    |                   |       |
| Classificação por etapas |                    |                   |       |
| Ciclista | Ciclista           | Equipe            | Tempo |
| 1. | Georg Preidler     | Groupama-FDJ      | DQ    |
| 2. | Emanuel Buchmann   | Bora-Hansgrohe    | + 0s  |
| 3. | Michał Kwiatkowski | Team Sky          | + 0s  |
| 4. | Simon Yates        | Mitchelton-Scott  | + 0s  |
| 5. | Dylan Teuns        | BMC Racing Team   | + 0s  |
| 6. | Serguei Chernetski | Astana            | + 0s  |
| 7. | George Bennett     | LottoNL-Jumbo     | + 0s  |
| 8. | Laurens De Plus    | Quick-Step Floors | + 0s  |
| 9. | Thibaut Pinot      | Groupama-FDJ      | + 0s  |
| 10. | Richard Carapaz    | Movistar Team     | + 4s  |

| \| Classificação geral \| Classificação geral \| Classificação geral \| Classificação geral \| Classificação geral \| \| Ciclista \| Ciclista \| Equipe \| Tempo \| \| \| ------------------- \| ------------------- \| ------------------- \| ------------------- \| ------------------- \| \| 1. \| Michał Kwiatkowski \| Team Sky \| 20h46m23s \| \| \| 2. \| Dylan Teuns \| BMC Racing Team \| + 16s \| \| \| 3. \| George Bennett \| LottoNL-Jumbo \| + 24s \| \| \| 4. \| Emanuel Buchmann \| Bora-Hansgrohe \| + 25s \| \| \| 5. \| Serguei Chernetski \| Astana \| + 28s \| \| \| 6. \| Thibaut Pinot \| Groupama-FDJ \| + 28s \| \| \| 7. \| Georg Preidler \| Groupama-FDJ \| DQ \| \| \| 8. \| Laurens De Plus \| Quick-Step Floors \| + 31s \| \| \| 9. \| Simon Yates \| Mitchelton-Scott \| + 39s \| \| \| 10. \| Sam Oomen \| Team Sunweb \| + 42s \| \| |                    |                   |           |
| |                    |                   |           |
| Fonte: ProCyclingStats |                    |                   |           |
| Classificação geral |                    |                   |           |
| Ciclista | Ciclista           | Equipe            | Tempo     |
| 1. | Michał Kwiatkowski | Team Sky          | 20h46m23s |
| 2. | Dylan Teuns        | BMC Racing Team   | + 16s     |
| 3. | George Bennett     | LottoNL-Jumbo     | + 24s     |
| 4. | Emanuel Buchmann   | Bora-Hansgrohe    | + 25s     |
| 5. | Serguei Chernetski | Astana            | + 28s     |
| 6. | Thibaut Pinot      | Groupama-FDJ      | + 28s     |
| 7. | Georg Preidler     | Groupama-FDJ      | DQ        |
| 8. | Laurens De Plus    | Quick-Step Floors | + 31s     |
| 9. | Simon Yates        | Mitchelton-Scott  | + 39s     |
| 10. | Sam Oomen          | Team Sunweb       | + 42s     |

### 7.ª etapa
| \| Classificação por etapas \| Classificação por etapas \| Classificação por etapas \| Classificação por etapas \| Classificação por etapas \| \| Ciclista \| Ciclista \| Equipe \| Tempo \| \| \| ------------------------ \| ------------------------ \| ------------------------ \| ------------------------ \| ------------------------ \| \| 1. \| Simon Yates \| Mitchelton-Scott \| 3h37m17s \| \| \| 2. \| Thibaut Pinot \| Groupama-FDJ \| + 12s \| \| \| 3. \| Davide Formolo \| Bora-Hansgrohe \| + 12s \| \| \| 4. \| Sam Oomen \| Team Sunweb \| + 14s \| \| \| 5. \| George Bennett \| LottoNL-Jumbo \| + 14s \| \| \| 6. \| Michał Kwiatkowski \| Team Sky \| + 14s \| \| \| 7. \| Enrico Gasparotto \| Bahrain-Merida \| + 14s \| \| \| 8. \| Richard Carapaz \| Movistar Team \| + 16s \| \| \| 9. \| Georg Preidler \| Groupama-FDJ \| DQ \| \| \| 10. \| Fabio Aru \| UAE Team Emirates \| + 16s \| \| |                    |                   |          |
| |                    |                   |          |
| Fonte: ProCyclingStats |                    |                   |          |
| Classificação por etapas |                    |                   |          |
| Ciclista | Ciclista           | Equipe            | Tempo    |
| 1. | Simon Yates        | Mitchelton-Scott  | 3h37m17s |
| 2. | Thibaut Pinot      | Groupama-FDJ      | + 12s    |
| 3. | Davide Formolo     | Bora-Hansgrohe    | + 12s    |
| 4. | Sam Oomen          | Team Sunweb       | + 14s    |
| 5. | George Bennett     | LottoNL-Jumbo     | + 14s    |
| 6. | Michał Kwiatkowski | Team Sky          | + 14s    |
| 7. | Enrico Gasparotto  | Bahrain-Merida    | + 14s    |
| 8. | Richard Carapaz    | Movistar Team     | + 16s    |
| 9. | Georg Preidler     | Groupama-FDJ      | DQ       |
| 10. | Fabio Aru          | UAE Team Emirates | + 16s    |

## Classificações finais
- As classificações finalizaram da seguinte forma:[3]

### Classificação geral
| \| Classificação geral \| Classificação geral \| Classificação geral \| Classificação geral \| Classificação geral \| \| Ciclista \| Ciclista \| Equipe \| Tempo \| \| \| ------------------- \| ------------------- \| ------------------- \| ------------------- \| ------------------- \| \| 1. \| Michał Kwiatkowski \| Team Sky \| 24h23m53s \| \| \| 2. \| Simon Yates \| Mitchelton-Scott \| + 15s \| \| \| 3. \| Thibaut Pinot \| Groupama-FDJ \| + 20s \| \| \| 4. \| George Bennett \| LottoNL-Jumbo \| + 24s \| \| \| 5. \| Dylan Teuns \| BMC Racing Team \| + 27s \| \| \| 6. \| Georg Preidler \| Groupama-FDJ \| DQ \| \| \| 7. \| Emanuel Buchmann \| Bora-Hansgrohe \| + 32s \| \| \| 8. \| Davide Formolo \| Bora-Hansgrohe \| + 40s \| \| \| 9. \| Sam Oomen \| Team Sunweb \| + 42s \| \| \| 10. \| Fabio Aru \| UAE Team Emirates \| + 44s \| \| |                    |                   |           |
| |                    |                   |           |
| Fonte: ProCyclingStats |                    |                   |           |
| Classificação geral |                    |                   |           |
| Ciclista | Ciclista           | Equipe            | Tempo     |
| 1. | Michał Kwiatkowski | Team Sky          | 24h23m53s |
| 2. | Simon Yates        | Mitchelton-Scott  | + 15s     |
| 3. | Thibaut Pinot      | Groupama-FDJ      | + 20s     |
| 4. | George Bennett     | LottoNL-Jumbo     | + 24s     |
| 5. | Dylan Teuns        | BMC Racing Team   | + 27s     |
| 6. | Georg Preidler     | Groupama-FDJ      | DQ        |
| 7. | Emanuel Buchmann   | Bora-Hansgrohe    | + 32s     |
| 8. | Davide Formolo     | Bora-Hansgrohe    | + 40s     |
| 9. | Sam Oomen          | Team Sunweb       | + 42s     |
| 10. | Fabio Aru          | UAE Team Emirates | + 44s     |

### Classificação por pontos
| Classificação por pontos | Classificação por pontos | Classificação por pontos | Classificação por pontos | Classificação por pontos |
| Ciclista                 | Ciclista                 | Equipe                   | Pontos                   |                          |
| ------------------------ | ------------------------ | ------------------------ | ------------------------ | ------------------------ |
| 1.                       | Michał Kwiatkowski       | Team Sky                 | 73 pts                   |                          |
| 2.                       | Pascal Ackermann         | Bora-Hansgrohe           | 66 pts                   |                          |
| 3.                       | Dylan Teuns              | BMC Racing Team          | 63 pts                   |                          |
| 4.                       | Simon Yates              | Mitchelton-Scott         | 59 pts                   |                          |
| 5.                       | George Bennett           | LottoNL-Jumbo            | 56 pts                   |                          |
| 6.                       | Simone Consonni          | UAE Team Emirates        | 52 pts                   |                          |
| 7.                       | Enrico Gasparotto        | Bahrain-Merida           | 49 pts                   |                          |
| 8.                       | Thibaut Pinot            | Groupama-FDJ             | 47 pts                   |                          |
| 9.                       | Sam Oomen                | Team Sunweb              | 46 pts                   |                          |
| 10.                      | Georg Preidler           | Groupama-FDJ             | DQ                       |                          |

### Classificação da montanha
| Classificação da montanha | Classificação da montanha | Classificação da montanha  | Classificação da montanha | Classificação da montanha |
| Ciclista                  | Ciclista                  | Equipe                     | Pontos                    |                           |
| ------------------------- | ------------------------- | -------------------------- | ------------------------- | ------------------------- |
| 1.                        | Patrick Konrad            | Bora-Hansgrohe             | 74 pts                    |                           |
| 2.                        | Łukasz Owsian             | CCC Sprandi Polkowice      | 57 pts                    |                           |
| 3.                        | Jan Tratnik               | CCC Sprandi Polkowice      | 50 pts                    |                           |
| 4.                        | Alexey Lutsenko           | Astana                     | 22 pts                    |                           |
| 5.                        | George Bennett            | LottoNL-Jumbo              | 20 pts                    |                           |
| 6.                        | Michał Kwiatkowski        | Team Sky                   | 18 pts                    |                           |
| 7.                        | Sergio Henao              | Team Sky                   | 18 pts                    |                           |
| 8.                        | Rui Costa                 | UAE Team Emirates          | 17 pts                    |                           |
| 9.                        | Jhonatan Restrepo         | Katusha-Alpecin            | 17 pts                    |                           |
| 10.                       | José Herrada              | Cofidis, Solutions Crédits | 15 pts                    |                           |

### Classificação da combatividade
Predefinição:Ficha de classificação da combatividad de ciclismo

### Classificação por equipas
| Classificação por equipes | Classificação por equipes  | Classificação por equipes | Classificação por equipes |
| Equipe                    | Equipe                     | Tempo                     |                           |
| ------------------------- | -------------------------- | ------------------------- | ------------------------- |
| 1.                        | AG2R La Mondiale           | 73h19m02s                 |                           |
| 2.                        | Astana                     | + 1s                      |                           |
| 3.                        | Sky                        | + 3s                      |                           |
| 4.                        | Quick-Step Floors          | + 4s                      |                           |
| 5.                        | Cofidis, Solutions Crédits | + 6s                      |                           |
| 6.                        | Movistar Team              | + 8s                      |                           |
| 7.                        | Bora-Hansgrohe             | + 9s                      |                           |
| 8.                        | UAE Team Emirates          | + 10s                     |                           |
| 9.                        | BMC Racing Team            | + 10s                     |                           |
| 10.                       | Groupama-FDJ               | + 11s                     |                           |

## Evolução das classificações
| Etapa                 | Vencedor              | Classificação geral | Classificação por pontos | Classificação da montanha | Classificação da combatividade | Classificação por equipas |
| --------------------- | --------------------- | ------------------- | ------------------------ | ------------------------- | ------------------------------ | ------------------------- |
| 1.ª                   | Pascal Ackermann      | Pascal Ackermann    | Pascal Ackermann         | Michał Paluta             | Alessandro De Marchi           | Trek-Segafredo            |
| 2.ª                   | Pascal Ackermann      | Pascal Ackermann    | Pascal Ackermann         | Michał Paluta             | Jenthe Biermans                | Trek-Segafredo            |
| 3.ª                   | Álvaro Hodeg          | Álvaro Hodeg        | Álvaro Hodeg             | Michał Paluta             | Jenthe Biermans                | Trek-Segafredo            |
| 4.ª                   | Michał Kwiatkowski    | Michał Kwiatkowski  | Álvaro Hodeg             | Jan Tratnik               | Jenthe Biermans                | BMC Racing                |
| 5.ª                   | Michał Kwiatkowski    | Michał Kwiatkowski  | Pascal Ackermann         | Jan Tratnik               | Jenthe Biermans                | BMC Racing                |
| 6.ª                   | Georg Preidler        | Michał Kwiatkowski  | Pascal Ackermann         | Łukasz Owsian             | Jenthe Biermans                | Astana                    |
| 7.ª                   | Simon Yates           | Michał Kwiatkowski  | Michał Kwiatkowski       | Patrick Konrad            | Jenthe Biermans                | AG2R La Mondiale          |
| Classificações finais | Classificações finais | Michał Kwiatkowski  | Michał Kwiatkowski       | Patrick Konrad            | Jenthe Biermans                | AG2R La Mondiale          |

## UCI World Ranking
A Volta à Polónia outorga pontos para o UCI World Tour de 2018 e o UCI World Ranking, este último para corredores das equipas nas categorias UCI World Team, Profissional Continental e Equipas Continentais. As seguintes mostram o barómetro de pontuação e os 10 corredores que mais obtiveram pontos:
| Posição             | 1.º | 2.º | 3.º | 4.º | 5.º | 6.º | 7.º | 8.º | 9.º | 10.º | 11.º | 12.º | 13.º | 14.º | 15.º | 16.º-20.º | 21.º-30.º | 31.º-50.º | 51.º-55.º | 56.º-60.º |
| Classificação geral | 400 | 320 | 260 | 220 | 180 | 140 | 120 | 100 | 80  | 68   | 56   | 48   | 40   | 32   | 28   | 24        | 16        | 8         | 4         | 2         |
| Por etapa           | 50  | 20  | 8   |     |     |     |     |     |     |      |      |      |      |      |      |           |           |           |           |           |
| Líder               | 8   |     |     |     |     |     |     |     |     |      |      |      |      |      |      |           |           |           |           |           |

| Classificação |                    |                   |       |       |       |       |
| Posição       | Ciclista           | Equipo            | Geral | Etapa | Líder | Total |
| ------------- | ------------------ | ----------------- | ----- | ----- | ----- | ----- |
| 1.º           | Michał Kwiatkowski | Sky               | 400   | 108   | 24    | 532   |
| 2.º           | Simon Yates        | Mitchelton-Scott  | 320   | 50    | -     | 370   |
| 3.º           | Thibaut Pinot      | Groupama-FDJ      | 260   | 20    | -     | 280   |
| 4.º           | George Bennett     | LottoNL-Jumbo     | 220   | 8     | -     | 228   |
| 5.º           | Dylan Teuns        | BMC Racing        | 180   | 40    | -     | 220   |
| 6.º           | Georg Preidler     | Groupama-FDJ      | 140   | 50    | -     | 190   |
| 7.º           | Emanuel Buchmann   | Bora-Hansgrohe    | 120   | 20    | -     | 140   |
| 8.º           | Pascal Ackermann   | Bora-Hansgrohe    | -     | 100   | 16    | 116   |
| 9.º           | Davide Formolo     | Bora-Hansgrohe    | 100   | 8     | -     | 108   |
| 10.º          | Álvaro Hodeg       | Quick-Step Floors | -     | 90    | 8     | 98    |